# Oton I. Veliki
Oton I. Veliki, saški vojvoda, vzhodnofrankovski kralj, prvi cesar Svetega rimskega cesarstva, * 23. november 912, Wallhausen danes na Saškem - Anhaltu, † 7. maj 973, Memleben, danes na Saškem - Anhaltu.
Oton je prevzel vodenje vzhodnofrankovskega kraljestva po očetu Henriku Ptičarju. Takoj je začel uveljavljati centralizirano kraljevo oblast in na pomembne položaje postavljati ljudi po svoji izbiri, ne da bi se oziral na ustaljene navade dedovanja služb. To je povzročilo vrsto uporov plemenskih vojvod in tudi članov najožje rodbine. Državne službe je začel podeljevati opatom in škofom, jim dodeljeval posesti, in tako ustvaril temelje za cerkvene kneževine. Notranji spori so se končali šele z vdorom Ogrov (954); razdejanje, ki so ga ti povzročili, je opozorilo na pomembnost deželnega miru in med seboj spravilo sorodnike. Ob naslednjem ogrskem napadu so združili sile in v bitki na Leškem polju (10. avgusta 955) uničili vojsko Ogrov, tako da se niso nikoli več vrnili.
Oton je nadaljeval z očetovo politiko širjenja nemškega vpliva na slovanska etnična območja. Med Labo in Odro je ustanovil dve marki, v katerih sta mejna grofa Herman Billung in Gero postopoma podrejala slovanska plemena nemškemu vplivu. Po večletnem upiranju je leta 950 češki knez Boleslav I. priznal Otonovo nadoblast. Leta 955 je Oton z veliko zmago nad slovanskimi in upornimi saškimi knezi ob mecklenburški rečici Recknitz (16. oktobra 955) uveljavil svojo oblast do Odre. Leta 963 si je poljski kralj Mješko I. kupil mir s tem, da je Otonu začel plačevati davek. Na osvojenem ozemlju je Oton vzpostavil cerkveno organizacijo, namenjeno pokristjanjevanju, s številnimi škofijami in nadškofijo v Magdeburgu (968).
Oton si je s svojim prvim pohodom v Italijo (951-952) zagotovil oblast nad lombardsko-severno italijanskim kraljestvom. Na svojem drugem pohodu (961-965) je v Rimu dobil cesarsko krono in tako deloma obnovil državo Karla Velikega. Na tretjem pohodu v Italijo (966-972) je dobil papeževo privolitev za ustanovitev nadškofije v Magdeburgu. Začel je osvajati pokrajine južne Italije in s tem sprožil spor z Bizancem, ki si je tudi lastil suverenost nad temi ozemlji. Spor se je končal leta 972 s poroko med Otonovim sinom Otonom II. in bizantinsko princeso Teofano. Apulija in Kalabrija sta ostali v okviru Bizantinskega cesarstva.
Oton je ustvaril cesarstvo, ki je segalo od srednje Italije do Baltskega morja in je trajalo do leta 1806. Vladarje, Otonove naslednike, imenujemo tudi Otone.

## Mladost
Oton je bil sin saškega vojvode in vzhodnofrankovskega kralja Henrika I. Ptičarja in njegove druge žene Matilde, hčerke odličnega saškega plemiča. Imel je starejšo sestro Hedviko, mlajši od njega pa so bili sestra Geberga in dva brata, Henrik in Bruno. Henrik je bil materin ljubljenec. Najmlajši Bruno je bil določen za cerkveno kariero. Imeli pa so tudi polbrata Tankmarja, sina iz očetovega prvega zakona; tega zakona Cerkev ni priznavala. Oče Tankmarja ni priznaval za svojega dediča.
Oton si je svoje prve vojaške izkušnje najverjetneje pridobil v bojih proti slovanskim plemenom na vzhodni meji kraljestva. V tem času (929) se je rodil Otonov najstarejši sin Viljem, ki je bil nezakonski, verjetno sin slovanske plemiške ujetnice.
Zdi se (ni pisnih dokumentov), da se je oče Henrik že leta 929, ko je pridobil oblast nad vsem vzhodnofrankovskim kraljestvom, odločil, da bo v nasprotju s frankovsko tradicijo kraljestvo zapustil enemu samemu sinu, Otonu, in s tem vzhodnofrankovskemu kraljestvu zagotovil nedeljivost. Zato je Otonu izbral nevesto visokega rodu, princeso Eadgyth, hčerko angleškega kralja Edvarda, ki je tudi bil saškega rodu. S tem je še poudaril Otonov povzdignjeni položaj napram polbratu in bratoma. Poroka je bila leta 930. Malo pred očetovo smrtjo so v Erfurtu Otonovo nasledstvo potrdili tudi zbrani saški in frankovski veljaki.

## Kronanje in novi slog vladanja
Ob očetovi smrti je bil Oton star 23 let. Podedoval je položaj saškega vojvode in vzhodnofrankovskega kralja. Kronati se je dal 7. avgusta 936 v Aachnu.
Že ob kronanju je Oton pokazal, da razume položaj vladarja povsem drugače kot njegov oče. Medtem ko je Henrik ponujeno mu kronanje in maziljenje odklonil (kar je narod sprejel z odobravanjem, Cerkev pa z nenaklonjenostjo), je Oton prevzel frankovski ceremonial kronanja, se obdal z vladarskimi simboli in se pustil maziliti od majnškega nadškofa Hildeberta. Podrejenost so mu izkazali vojvode štirih vojvodin, ki so, poleg Saške, sestavljale vzhodnofrankovsko kraljestvo: Giselbert Lotarinški, Herman Švabski, Eberhard Frankovski in Arnulf Bavarski.
Tudi prve Otonove vladarske poteze so bile drugačne od očetovih. Medtem, ko je skušal oče Henrik vladati kot prvi med enakimi in se je o svojih ukrepih posvetoval s plemenskimi voditelji, se Oton od vsega začetka ni oziral na njihove želje in zahteve. Pri dodeljevanju visokih služb ni upošteval dotlej veljavnih pravil dedovanja, temveč jih je delil po svojem preudarku in tudi nižjemu plemstvu. Visoki plemiči, ki so bili z očetom Henrikom v prijateljskih ali sorodstvenih odnosih, so Otonovo ravnanje sprejemali kot ponižanje. Bili so prepričani, da se smejo kralju upreti tudi z orožjem, če se ta ne drži ustaljenih navad vladanja. Iskali in našli so povezavo z Otonovim polbratom Tankmarjem in bratom Henrikom, ki sta tudi bila nezadovoljna, ker sta bila odrinjena od oblasti. Tako je med leti 937 in 941 prišlo do številnih uporov, ki so ogrožali Otonovo vladavino.

## Upori plemstva in sorodnikov (937-941)
Oton je kaj kmalu dobil priložnost, da v praksi preizkusi svoj avtoritativni način vladanja.
Leta 937 je vazal frankovskega vojvode Eberharda, Bruning, po rodu Sas, svojemu vojvodi odrekel fevdalno pokorščino, češ da priznava le saško nadoblast. Eberhard je vzel pravico v svoje roke in požgal enega od Bruningovih gradov v bližini frankovsko-saške meje. Oton je oba poklical v Magdeburg na kraljevo sodišče in razsodil v prid Sasa. Ni se zadovoljil le z globo za Eberharda, temveč je tudi njegovim poveljnikom naložil kazen nošenja mrtvih psov, ki je veljala za izredno sramotno. Obsodba je Eberharda Frankovskega vzpodbudila k uporu proti kralju.
Julija istega leta je umrl bavarski vojvoda Arnulf. Njegov sin Eberhard Bavarski Otonu ni hotel priznati vseh pravic, ki so izhajale iz sporazuma med njunima očetoma (šlo je predvsem za pravico upravljanja kraljeve lastnine in nastavljanja škofov na bavarskem ozemlju). Ni se mu hotel podrediti, tudi za ceno oboroženega spopada. A prvi Otonov napad na Bavarsko ni bil uspešen.
Podobno se je zgodilo na Saškem, kjer je v istem času kot Arnulf umrl saški grof Siegfried von Merseburg, ki sta mu oče Henrik in Oton zelo zaupala in mu je Oton prepuščal tudi namestništvo na Saškem. Njegov položaj je želel naslediti Otonov polbrat Tankmar, vendar ga je Oton zaupal Siegfridovemu bratu, grofu Geru. Oton se je o saških problemih skušal pogovoriti na srečanju saškega plemena v bližini Essna, a se ga uporni saški plemiči niso udeležili. Nasprotno, začeli so se povezovati z nezadovoljneži na Frankovskem in Bavarskem. Tankmar je zavzel grad Belecke pri Warsteinu, kjer je bil skrit mladoletni Henrik, in Henrika izročil Eberhardu Frankovskemu. Zavzel je mesto Eresburg (danes del Marsberga) in plenil okolico. Ko se je mestu približala Otonova vojska, so ji meščani odprli vrata. Tankmar se je skušal skriti v cerkvi, a so mu vojaki sledili in ga prav pred oltarjem ubili.
S Tankmarjevo smrtjo se je upor hitro polegel. Eberhard je svojega ujetnika Henrika prosil odpuščanja in ga hotel nagovoriti, da bi zanj zastavil besedo pri bratu. A ga je Henrik presenetil z izjavo, da se bo pridružil upornikom, če mu bodo ti pomagali do bratovega prestola. Po posredovanju majnškega nadškofa Friderika je Oton, po kratkem pregnanstvu v Hildesheimu, Eberhardu Frankovskemu odpustil in mu vrnil vse prejšnje časti.
Oton je jeseni 938 že drugič poslal vojsko na Bavarsko in to pot Eberharda Bavarskega premagal, ga izgnal in mu odvzel vojvodski naslov. Na njegovo mesto je postavil njegovega strica Bertolda, grofa v Karantaniji, ki je Otonu priznal pravico, da nastavlja škofe in upravlja kraljevo lastnino znotraj vojvodine.
Vodja vseh dejavnosti, naperjenih proti Otonu, je bil odtlej njegov brat Henrik. Okrog Saalfeda je zbral svoje čete in z njimi odhitel v Lotaringijo, da bi se združil z vojsko svaka Giselberta Lotarinškega, ki se je tudi pridružil upornikom. Oton mu je z vojsko sledil v spodnje Porenje. Ko je pri Britnu (danes del Xantna) šele del Otonove vojske prekoračil Ren, je Henrik napadel, a je bila njegova vojska kljub številčni premoči hudo poražena (939). Henrik se je iz boja uspel rešiti. Zatekel se je v Merseburg. Ko Otonova vojska v dveh mesecih obleganje mesta ni mogla zavzeti, so se dogovorili za predajo pod pogojem, da se obleganci lahko iz mesta svobodno umaknejo. Henrik se je zatekel k francoskemu kralju Ludviku IV., ki je ponudil pomoč (zanimal se je za Lotaringijo) in za krajši čas s svojo vojsko celo vdrl v Alzacijo.
Med tem se je uporu ponovno pridružil Eberhard Frankovski, ki je dal zavzeti Breisach in svojo vojsko združil z Giselbertovo. Ko je Otonova vojska prispela do Breisacha in ga začela oblegati, se je Ludvik IV. že umaknil. Nadškof Mainza Friderik je skušal posredovati med nasprotniki. Ko pa Oton ni sprejel njegovih predlogov, se je tudi sam priključil upornikom. Med tem sta vojski Eberharda in Giselberta ropali na vzhodni strani Rena. Položaj je bil za Otona že zelo kritičen. Potem pa je prišlo do nenadnega preobrata: ko sta Eberhard in Giselbert pri Andernachu že poslala glavnino svoje vojske s plenom na zahodni breg Rena, ju je presenetila majhna enota Otonovih zaveznikov. Eberhard je padel v boju, Giselbert pa je na begu utonil v Renu (2. oktobra 939). Z njuno smrtjo se je končala prva velika vojna med sorodniki.
Neobičajno srečen zasuk dogodkov v Otonovo korist so sodobniki sprejeli kot božjo voljo, ki je potrdila legitimnost Otonove oblasti. Henrik je našel zatočišče pri francoskem kralju Ludviku IV., a se je še pred koncem leta prostovoljno podredil bratu. Po krajšem priporu mu je Oton lahkomiselnost odpustil; da bi potešil njegovo željo po vladanju, ga je imenoval na (z Giselbetovo smrtjo) izpraznjeno mesto vojvode Lotaringije. Oton je Frankovsko, ki je z Eberhardovo smrtjo tudi izgubila svojega vojvodo, zadržal pod neposredno kraljevo oblastjo in jo razdelil na številne majhne grofije. Frankovska in Saška sta odtlej tvorili jedro Otonove države.
Henrik se v Lotaringiji napram lokalnim plemičem, ki so težili proti Franciji, ni mogel uveljaviti; uprli so se mu in ga pregnali. Oton je upravljanje Lotaringije prepustil lokalnemu grofu Otonu Verdunskemu. Henrik se je, zagrenjen, ponovno odvrnil od brata. Povezal se z nezadovoljneži v saški Vzhodni marki in začel kovati zaroto. Za Veliko noč leta 941 naj bi Otona ubili v kraljevi palači v Quedligburgu. Oton je bil na zaroto pravočasno opozorjen. Henrika je zaprl v kraljevi grad v Ingelheimu, od koder pa je ta ušel, a je že ob božiču v frankfurtski stolnici brata na kolenih prosil odpuščanja. Oton mu je ponovno odpustil, ni pa mu (začasno) dal nobenega vplivnega položaja.

## Desetletje mirnejšega vladanja (941-951)

### Spremembe na vojvodskih položajih
Na začetku leta 944 je umrl Oton Verdunski in Oton je za lotarinškega vojvodo imenoval svojega najmočnejšega frankovskega pristaša Salijca Konrada Rdečega. Ta se je leta 947 ali 948 poročil z Otonovo hčerko Liutgardo. Novembra 947 je umrl Bertold Bavarski. Oton je na materino prigovarjanje vojvodino podelil v fevd bratu Henriku, ki se je pred tem poročil z Judito, hčerko nekdanjega bavarskega vojvode Arnulfa. Decembra 949 je umrl še Herman Švabski; zapustil je hčer Ido, ki je bila od leta 930 poročena z Otonovim sinom Liudolfom, ki je postal švabski vojvoda. Od štirih vojvodin, ki so poleg Otonove domače Saške tvoril kraljevino, so leta 950 v treh vladali Otonov brat, Otonov sin in Otonov zet, v četrti, Frankovski, pa je Oton vladal neposredno sam. Zgledalo je, da je Oton končno dobil oblast v svoje roke.
Leta 946 je umrla Otonova žena Edgitha in Oton je takoj za tem imenoval njunega sina Liudolfa za svojega naslednika; plemstvo je Liudolfu obljubilo pokorščino. Postopoma se je izboljšalo tudi Otonovo razmerje do brata Henrika in postalo sčasoma celo prijateljsko. Nasprotno se je odnos med Liudofom in Henrikom, ki sta oba tekmovala za Otonovo naklonjenost, razvil v bolestno ljubosumje.

### Širjenje države proti vzhodu in vpliva proti zahodu
Na Češkem je ob koncu vladanja Henrika Ptičarja vojvodo Vaclava, ki se je pri vladanju močno opiral na nemško Cerkev, ubil njegov brat Boleslav in prevzel oblast (septembra 935). Ko je v Nemčiji zavladal Oton, se je Boleslav začel boriti proti nemškemu vplivu. Istočasno so se uprla tudi slovanska plemena ob Labi, ki jih je bil Henrik Ptičar prisilil v plačevanje davka. Širjenje nemškega vpliva na slovansko območje ob Labi, ki je bilo pogosto zelo kruto, je Oton prepustil dvema saškima grofoma, ki jim je še posebej zaupal: grofu Hermanu Billungu in grofu Geru. Grof Gero je nekako do leta 940 zavzel slovanska ozemlje vse do Odre in tam ustanovil Saško Vzhodno marko (kasneje Brandenburg). Leta 950 je Oton z vojaško zmago prisilil Boleslava, da se je po štirinajstih letih podredil nemški nadoblasti.
Osebno se je Oton več posvečal ozemljem zahodno od njegove države, kjer sta se za oblast potegovali šibki francoski (zahodnofrankovski) kralj Ludvik IV. in njegov najmočnejši vazal, pariški grof Hugo Veliki. Odkar se je Ludvik IV. poročil z Otonovo mlajšo sestro Gebergo (939), vdovo po vojvodi Giselbertu, sta oba bila Otonova svaka (Hugo je bil poročen z Otonovo starejšo sestro Hedviko). Oba sta se na Otona obračala s prošnjami za posredovanje. Dokler so bile njune moči v ravnotežju, je bil Oton kar zadovoljen. Ko pa so julija 945 Normani s prevaro ujeli Ludvika IV. in ga izročili Hugu, ki je tako prišel v superioren položaj, in je sestra Geberga Otona prosila za posredovanje, se je Oton odločil za vojaško intervencijo, ki je trajala tri mesece. Oton je Huga prisilil k predaji Reimsa, a je neuspešno oblegal Pariz. Tudi plenjenje ob Loari in prodor proti Rouenu niso prisilili Ludvikovih nasprotnikov k popuščanju. Poleti 948 je Konrad Rdeči po Otonovem naročilu izvedel še en brezuspešen vojaški pohod v Francijo. Francoski spor sta obravnavali tudi sinodi v Ingelheimu (pod vodstvom papeškega legata in ob prisotnosti Otona in Ludvika IV.) in v Trierju (junija in septembra 948) Pomembnejša od izobčenja Huga Velikega pa je bila tedaj ustanovitev misijonskih škofij v Brandenburgu, Havelbergu in v danskih Ribeu, Schleswigu in Aarhusu, ki je nakazala bodoče Otonove načrta na vzhodu. Z dolgotrajno vztrajno podporo Ludviku IV. je Otonu leta 950 vendarle uspelo doseči mir; na srečanju s francoskim kraljem je ob prisotnosti Konrada Rdečega Hugo Veliki pristal na izročitev trdnjave Laon.
Oton je imel prijateljske odnose z burgundskim kraljem Konradom I. (III.). Po smrti njegovega očeta Rudolfa II. (937) mu je na svojem dvoru nudil zavetje in ga tako zaščitil pred njegovim nasprotnikom, Hugom Italijanskim.

## Otonov prvi pohod v Italijo (951-952)
Novembra 950 je umrl severno-italijanski kralj Lotar II. Njegovo mesto je samovoljno zasedel njegov tekmec Berengar II. in za sovladarja proglasil svojega sina Adalberta. Ker Berengar ni dobil široke podpore plemstva, je poskušal prisiliti Lotarjevo vdovo Adelajdo, ki je bila hčerka burgudskega kralja Rudolfa II., v poroko z Adalbertom. Adelajda je poroko zavrnila, zato jo je Berengar aprila 951 zaprl v grad ob Gardskem jezeru. Grof Adalberto Atto di Canossa ji je avgusta pomagal pobegniti v Canosso, kjer jo je oblegala Berengarjeva vojska.
Ker je bil italijanski kralj formalno vazal nemškega kralja, se je Oton čutil upravičenega, da posreduje. Morda (ni dokazano) ga je Adelajda (ali njeni privrženci) celo prosila za pomoč, saj je bil Oton leta 937 že vzel v zaščito njenega brata Konrada, kralja Burgundije, ko ga je ogrožal takratni italijanski kralj. Vsekakor je morala biti za Otona, vdovca, priznano lepa in bogata šestindvajsetletna vdova, ki bi mu prinesla tudi italijansko krono, nadvse zanimiva. Odločil se je za pot v Italijo.
Otonova odločitev pa je povzročila nova sumničenja znotraj Otonove rodbine. Kako bo nova žena vplivala na kraljeve odločitve ? Tako Henrik kot Liudolf sta si želela zagotoviti prednost in sta že v času Otonovih potovalnih priprav vsak zase na svojo roko vdrla v Italijo: Henrik je zavzel rezidenco oglejskega patriarha, Liudolf pa z majhno vojaško enoto ni prišel daleč, ker ga italijansko plemstvo ni podprlo, tako kot je pričakoval.
Na začetku jeseni 951 je Oton z veliko vojsko prispel preko Alp v Italijo. Spremljala sta ga Henrik in Konrad, priključil se mu je tudi Liudolf. Otonova vojska ni naletela na nikakršen odpor in je 23. septembra prišla do Pavije; mesto je Otonu odprlo vrata. Posvetno in cerkveno plemstvo se mu je poklonilo (Berengar se je dan pred tem umaknil). Oktobra si je Oton nadel naslov lombardskega kralja. Preko odposlancev je zaprosil Adelajdo za roko, in ko je ta snubitev sprejela, ji je poslal nasproti brata Henrika, ki jo je slavnostno pripeljal v Pavijo; še pred koncem leta sta se poročila.
Oton je imel v načrtu tudi kronanje za cesarja. K papežu je poslal majnškega nadškofa Friderika in škofa Chura, da se dogovorita o kronanju v Rimu. Vendar papež Agapit II. ni bil pripravljen Otona sprejeti. Neuspeh poslanstva je še poglobil hladen odnos med kraljem in majnškim nadškofom.
Liudolfa pa je jezilo medsebojno razumevanje in enotnost interesov med Henrikom in Adelajdo tako močno, da je brez pristanka očeta skupaj z majnškim nadškofom zapustil Italijo. Za božič je v Saalfeldu organiziral srečanje somišljenikov. Najverjetneje so govorice o novi zaroti proti kralju pospešile tudi Otonov povratek iz Italije (februarja 952). V Italiji je pustil le manjši del vojske pod poveljstvom Konrada Rdečega, katerega je imenoval za svojega namestnika.

## Ponoven razdor v rodbini (952-953)
Konrad se je z Berengarjem dogovoril o pogojih njegove podreditve kralju. Skupaj sta se odpravila h kralju, ki naj bi dogovor potrdil. V Magdeburgu pa je Oton z njima postopal ponižujoče. Ko ju je po treh dneh čakanja sprejel, je sicer sprejel Berengarjevo opravičilo in mu dovolil vrniti se v Italijo, ni pa bil zadovoljen z osnutkom sporazuma. Podrobnosti o bodočem statusu Berengerja je odložil do seje državnega zbora.
Na zboru v Augsburgu, avgusta 952, sta Berengar in njegov sin Adalbert dala kralju vazalsko prisego in dobila v fevd kraljevo Italijo, zmanjšano za mejne grofije Verona, Oglej, Istra in območje Trenta; to ozemlje je Oton priključil vojvodini Bavarski, dal ga je torej v fevd bratu Henriku.
Vse večja veljava Henrika v Otonovih očeh in njegovo povezovanje z Adelajdo je po rojstvu prvega Adelajdinega sina (pozimi 951/952) začelo skrbeti tudi druge saške, frankovske in bavarske kneze. Njihov srd je bil naperjen v prvi vrsti proti Henriku, proti Otonu le v toliko, ker je Henrika podpiral. Liudolf in Konrad, ki Otonu ni mogel odpustiti žaljenja v Magdeburgu, sta načrtovala, da bosta na srečanju knezov, ki ga je Oton na veliko noč 953 sklical v Ingelheimu, zajela Henrika. A Henrika na srečanje ni bilo in tudi Oton je, ko je zvedel za zaroto, s spremstvom zavil na varno v utrjeni Mainz. Tam ga je sprejel nadškof Friderik, ki pa je bil že povezan z zarotniki. Prišla sta tudi Liudolf in Konrad in Otona so prisilili, da je podpisal sporazum, katerega vsebina ni znana, gotovo pa je, da je bil sestavljen v korist upornikov in v škodo Henrika.
Ko se je Oton vrnil na Saško in se srečal z materjo, Henrikom in Adelajdo, je sporazum proglasil za neveljaven, pod grožnjo izobčenja zahteval od Liudolfa in Konrada, da se mu podredita, in poklical uporne kneze na zagovor na državnem zboru v Fritzlarju. Vojvodi se zbora nista udeležila, za obsodbo nadškofa pa zbor ni bil pristojen.

## Vojna med sorodniki (953-955)
Ponovno je izbruhnila državljanska vojna po vsej državi, ki je trajala dve leti. Švabska je bila na Liudolfovi strani. Liudolf je imel veliko pristašev tudi na Saškem. Na Frankovskem je bil močan Konrad. Za Lotaringijo je bilo pomembno, da je julija 953, ko je umrl kölnski nadškof, Oton postavil na njegovo mesto svojega zvestega najmlajšega brata Bruna.
Julija 953 sta Otonova in Henrikova vojska začeli oblegati Mainz, kamor sta se zatekla Luidolf in Konrad. Ko po večmesečnem obleganju nista mogli zavzeti mesta in se je upor v južni Nemčiji okrepil, so pod Brunovim vodstvom stekla pogajanja, ki pa so predvsem po Henrikovi krivdi, ki si ni želel miru, propadla. Liudolf in Konrad sta pogajanja zapustila, razjarjeni Oton pa jima je vzel vojvodini. Za lotarinškega vojvodo je imenoval Bruna in ga zadolžil za obrambo vojvodine.
Tedaj pa je Henrikova bavarska vojska zapustila obleganje in se pod Liudolfovim vodstvom odpravila na Bavarsko. Na Bavarskem se je združila z bavarskimi uporniki pod vodstvom palatinskega grofa Arnulfa II. (kateremu je Henrik v svoji odsotnosti prepustil namestništvo). Oton je z vojsko sledil Liudolfu, ki se je utaboril v Regensburgu. Mesto je oblegal do konca leta, a tudi tega ni mogel zavzeti in se je decembra umaknil na Saško.
V začetku leta 954 so bili uporniki v prednosti: Švabska in Bavarska sta bili v celoti v njihovih rokah, Lotaringija in Frankovska pa deloma. Spremembo je prinesel vdor Ogrov z vzhoda. Njihovo pustošenje po deželi in paktiranje upornikov z njimi, je zaobrnilo večinsko javno mnenje v korist kralja. Na Konrada je vplivala tudi smrt njegove žene, Otonove hčerke, da se je začel pogajati o miru. Pogajanjem sta se pridružila tudi Liudolf in majnški nadškof. Razglašeno je bilo premirje in Oton je za 15. julij sklical sestanek državnega zbora v Langenzennu. Na sestanku pa je Henrik ponovno obdolžil Liudolfa sodelovanja z Ogri. Luidolf je zapustil sestanek, odločen, da bo nadaljeval vojno.
Liudolfova in Otonova vojska sta se pri Nürnbergu spopadli v krvavi bitki, ki pa ni pripeljala do odločitve. Liudolf se je umaknil v Regensburg. Otonova vojska je mesto ponovno oblegala. Čeprav ni mogla prebiti mestnega obzidja, je Liudolf po dveh mesecih zaradi lakote zaprosil za mirovna pogajanja. Kralj je zahteval brezpogojno predajo, česar pa Liudolf ni sprejel. Ko je Arnulf II. v boju padel, je Liudolf pobegnil na svoje ozemlje na Švabskem. Otonova vojska mu je sledila. Nasprotnika sta se srečala pri Illertissnuu blizu švabsko bavarske meje in se začela pogajati. Razglasila sta premirje do sklica državnega zbora. Toda že preden se je zbor sestal, je Oton sinu odpustil vse prestopke, ta pa je bil pripravljen sprejeti vsako kazen, ki se bi očetu zdela primerna. 
Z Liudolfovo predajo se je upor nehal po vsej Nemčiji, razen na Bavarskem. Decembra 954 je Oton v Arnstadtu sklical državni zbor. Pred zbranimi plemiči kraljestva sta Liudolf in Konrad prisegla zvestobo Otonu in ponudila nadzor nad vsemi ozemlji, ki sta jih njuni vojski še zasedali. Čeprav jima Oton ni vrnil vojvodskih naslovov, jima je dovolil, da sta obdržala privatne posesti. Lotaringijo je pustil v upravljanju brata Bruna. Za vojvodo Švabske je imenoval grofa Burcharda III., ki se je poročil s Hedviko, Henrikovo hčerko. Oktobra 954 je umrl majnški nadškof in Oton je na njegov mesto postavil svojega nezakonskega sina Viljema.
Kraljevi ukrepi v decembru 954 so končali dvoletno državljansko vojno, ki je prehodno oslabila Otonov položaj, nazadnje pa ga je okrepila kot absolutnega vladarja Nemčije. Leta 955 se je bil, po že tretjem obleganju, zaradi lakote prisiljen predati tudi Regensburg. Henrik se je upornikom grozovito maščeval. Kmalu za tem je zbolel.

## Zmagi nad Ogri in Slovani (955-956)
Leta 955 so na Bavarsko ponovno vdrli Ogri in oblegali Augsburg, kjer je obrambo vodil škof Ulrich. Iz Saške mu je prišel na pomoč Oton z združeno vojsko nemških knezov. Vojski sta se spopadli 10. avgusta 955 na Leškem polju južno od mesta. V spopadu in naslednji dan ob zasledovanju je bila uničena skoraj vsa ogrska vojska. Z Otonovo zmago so se za vedno končali ogrski vpadi v zahodno Evropo. V spopadu je padel Konrad Rdeči, ki se je hrabro boril na čelu frankovskih enot. Bolni Henrik v spopadu ni sodeloval; 1. novembra 955 je umrl. Nasledil ga je štiriletni sin Henrik II. pod regentstvom matere.
Istega leta so se v veliko vstajo dvignila slovanska plemena med Labo in Odro, povezana z Otonovimi saškimi nasprotniki, kar je Otona spodbudilo, da se je tudi tu osebno vključil v boj. 16. oktobra 955 je v bitki ob meklenburški rečici Recknitz odločilno premagal tudi slovanske kneze. Manjši upori Slovanov so se nadaljevali tudi še v 960-tih letih, a nikdar več v tolikšni razsežnosti.
Leta 956 je Oton poslal sina Liudolfa z vojsko v Italijo, kjer je tudi Berengar II. izkoristil medsebojne rodbinske boje in ponovno zavzel del Furlanije. Liudolf je pognal Berengarja in Adalberta v beg in ponovno zavzel večji del severne Italije. Na povratku je ob jezeru Maggiore dobil vročino in 6. septembra umrl. Tako so umrli vsi možje, ki so sodelovali v rodbinskih sporih. Nastopilo je novo obdobje Otonovega vladanja.

## Struktura Otonove oblasti. Navezava na Cerkev
Otonov načrt, da bi na čelo vseh vojvodin kraljestva postavil svoje sorodnike se ni uresničil. Saški rod je ostal le še na čelu Bavarske, a tudi tam je vse bolj sledil interesom Bavarcev in v naslednji generaciji postal kroni celo nevaren. Na Švabskem je ponovno zavladala domača dinastija. Položaj zvestega brata Bruna, ki kot duhovnik ni imel naslednikov, v Lotaringiji ni bil dolgoročen in Oton mu je ob bok postavil dve domači dinastiji in s tem pripravil delitev dežele na Zgornjo in Spodnjo Lotaringijo. Na Saškem je za svojega namestnika postavil grofa Hermana Billunga in mu dopustil, da je vladal kot samostojen vojvoda (brez vojvodskega naslova).
Vendar pa oblasti vojvod ni bilo mogoče več primerjati z oblastjo, ki so jo imeli ob Otonovem začetku vladanja; vse bolj so postajali le kraljevi uradniki. Ob njih so dobili veliko posvetne oblasti tudi številni (od vojvod bolj ali manj neodvisni) mejni grofje in na novo vpeljani (razen v Frankovski) palatinski grofje, ki so vsi bili kraljevi pristaši.
Poleg tega je Oton svojo oblast vse bolj opiral na Cerkev. Na samem začetku vladanja si je vzel pravico nastavljanja škofov in je postavljal na čelo škofij duhovnike, ki so bili vzgojeni na dvoru, v dvorni pisarni ali dvorni kapeli (obe je dolgo časa vodil brat Bruno). Te ljudi je Oton nagrajeval s posestmi in jim poverjal vse več upravnih in gospodarskih nalog. Napravil jih je neodvisne od posvetnih oblasti (imunitetni privilegiji) in jim dodeljeval vse več pravic do carin, kovanja denarja, prirejanja sejmov in druge regalije. Ker niso imeli naslednikov, je po njihovi smrti spet lahko svobodno razpolagal z njihovimi službami. Vzdrževanju duhovščine je namenil tudi cerkveno desetino.

## Pokristjanjevanje Slovanov
Slovansko ozemlje med Labo, Odro in Baltskim morjem je bilo upravno razdeljeno v dve mejni grofiji; marko ob Baltskem morju, je upravljal saški grof Herman Billung; spadala je pod vojvodino Saško; veliko večjo marko južno od nje je upravljal mejni grof Gero in ni bila vključena v nobeno vojvodino; po Gerovi smrti (965) je bila razdeljena na šest manjših mejnih grofij, podrejenih neposredno kralju. 
Od zmage nad Slovani (955) si je Oton prizadeval, da bi cerkveno organizacijo na tem območju priredil potrebam intenzivnega pokristjanjevanja, čemur pa sta se dolgo upirala majnški nadškof Viljem in halberstadtski škof Bernhard, ker sta se bala izgube svojega vpliva. Šele leta 968, ko sta oba škofa umrla, je Otonu uspelo, da je škofijama Brandenburg in Havelberg (ustanovljenima že leta 948) dodal še škofije Merseburg, Zeitz in Meissen ter vseh pet škofij podrediti na novo ustanovljeni nadškofiji Magdeburg (leta 948 na sinodi v Ingelheimu ustanovljene danske škofije Schleswig, Ripe in Aarchus so spadale pod nadškofijo Bremen). Prvi nadškof v Magdeburgu je bil Adalbert (†981), prej zgodovinar in opat v Weissenburgu. Oton je zadnjih letih vladanja ustanovil še škofijo Oldenburg.

## Drugi pohod v Italijo. Kronanje za cesarja (961-965)
Bolj kot vzhod pa je Otona zanimala bogata Italija. Priložnost za popravek neuspelega poskusa kronanja iz leta 951 mu je prinesel kar razvoj dogodkov v Italiji.
Naslednik papeža Agapita II., Janez XII. (od decembra 955) se je sprl z Berengarjem II. Ko je Berengarjev sin Adalbert vdrl na papeževo ozemlje je ta poklical na pomoč Otona. Enako so storili nekateri posvetni in cerkveni lombardski knezi, ki jim je Berengar po Ludolfovem odhodu iz Italije grozil z maščevanjem. Oton se je na klic odzval. Maja 961 je dal svojega mladoletnega sina Otona II. v Aachnu kronati za nemškega kralja, prepustil upravljanje kraljestva bratu Brunu in sinu Viljemu in se avgusta 961 preko Brennerja z vojsko napotil v Italijo. Kot pred desetimi leti se je italijansko plemstvo odvrnilo od Berengarja, ta pa se je umaknil v zveste mu utrdbe. Božič je Oton praznoval v Paviji, konec januarja je prišel v Rim. 2. februarja 962 ga je papež Janez XII. kronal za cesarja. S tem je Oton nasledil karolinško cesarstvo; postal je cesar na velikem območju osrednje Evrope, ki je segalo od srednje Italije do Baltskega morja in je kasneje dobilo ime Sveto rimsko cesarstvo.
Oton in papež sta si izmenjala obljube: Oton je izdal listino Privilegium Otonianum, s katerim je potrdil suverenost in še razširil obseg cerkvene države, ki so jo papežem priznali že karolinški vladarji. Potrdil je pravico rimske duhovščine, da voli papeža, ki pa mora pred imenovanjem priseči zvestobo cesarju. Papež je izrecno poudaril pravico cesarja, da vlada mnogim narodom in da širi krščanstvo med pogane; odobril je ustanovitev nadškofije Magdeburg.
Oton je zapustil Rim in se z vojsko vrnil v severno Italijo, da zavzame Berengarjeve trdnjave. Julija 962 je zavzel otok San Giulio na jezeru Orta, kjer se je skrivala Berengarjeva žena; začetkom leta 963 je začel oblegati grad na pečini San Leo v Umbriji, kjer se je skrival Berengar. Tedaj je zvedel, da je papež, ki se je zbal za svojo papeško neodvisnost, prekršil njun dogovor in dovoli Adalbertu, da je z grškimi in saracenskimi četami vkorakal v Rim. Cesarju zvesti del plemstva se je utaboril v rimskem okrožju San Paolo in Otona poklical na pomoč. 
Novembra 963 se je Oton vrnil v Rim. Meščani so se mu podredili. Na hitro je sklical sinodo, ki je Janeza XII., ki je zbežal iz Rima, obdolžila vrste grehov, ga odstavila in za novega papeža izvolila Leona VIII., laika, ki je bil prej protoscriniarius (nadzornik rimskih šol za pisarje na papeškem dvoru). Vstajo pristašev papeža Janeza je Otonova vojska krvavo zadušila (3. januarja 964). Med tem je padla trdnjava San Leo in Oton je Berengarja in ženo poslal v pregnanstvo v Nemčijo. Koncem leta je Otonova vojska zavzela še zadnjo Berengarjevo utrdbo na jezeru Como. Janez XII. se je še enkrat vrnil v Rim, pregnal Leona iz mesta, a je že 14. maja 964 umrl. Njegova rimska stranka je za naslednika izvolila Benedikta V. Oton se je ponovno vrnil z vojsko in po težkem obleganju mesto 23. junija prisilil k predaji. Na papeško mesto je vrnil Leona in pregnal Benedikta. Ko se je na začetku leta 965 vračal v Nemčijo, je zgledalo, da sta mu severna in srednja Italija pokorni.

## Tretji pohod v Italijo (966-972)
Spomladi 965 je v severni Italiji ponovno izbruhnil upor, ki ga je vodil Adalbert osebno. Oton je poslal v Italijo vojvodo Burcharda III. Švabskega, da ga je zadušil. Marca 965 je umrl Leon VIII. in na njegovo mesto je bil sporazumno s cesarjem izvoljen Janez XIII. A ker je skušal s trdo roko v Rimu uvesti mir, so ga meščani zaprli. V Lombardiji je Adalbert še naprej rovaril.
Tako je Oton septembra 966 ponovno z vojsko prišel v Italijo. Tudi to pot ga pri tem ni nihče oviral. V Rimu je med tem Janez XIII. po enajstih mesecih že prišel na prostost. Oton je kaznoval udeležence zadnje vstaje v Lombardiji in v Rimu. Jeseni 967 je poklical sina Otona II. v Rim in ga dal za božič kronati za cesarja.
Oton pa je moral urediti še razmerje do Bizantinskega cesarstva, kajti bizantinski cesar se je imel za edinega legitimnega dediča starorimskih cesarjev in je vsem drugim vladarjem oporekal cesarski naslov. Bil je še vedno vladar Apulije in Kalabrije, številne manjše kneževine, med njimi Capua, Benevento in Salerno, ki so imele neopredeljen status, pa so težile k zahodu.
Oton je želel problem rešiti z dinastično povezavo med cesarskima rodbinama; v imenu svojega sina je zaprosil za roko hčerke prejšnjega bizantinskega cesarja Romana II. Toda prve pogajalske misije so propadle, ker Oton ni želel imeti le bizantinske princese, ampak tudi južno Italijo. Z vojsko je vdrl v Apulijo in neuspešno oblegal Bari. Tudi misija kremonskega škofa Liutpranda je propadla; sovražnosti so se nadaljevale v leto 969. Oton je vdrl v Kalabrijo, Bizantinci pa so oropali Capuo in Benveneto. Šele po zamenjavi na bizantinskem prestolu (decembra 969 je Ivan I. Cimisk ubil Nikiforja II. Fokasa in zasedel njegovo mesto) je novi cesar, potem ko je Oton spomladi 970 ponovno vkorakal v Apulijo, poslal odposlanstvo s ponudbo, da v zameno za umik iz Apulije in Kalabrije ponudi Otonovemu sinu roko svoje nečakinje. Čeprav princesa ni bila tista, ki jo je Oton želel, je dal prednost političnim razlogom in se zadovoljil z lepo in prijazno Teofano. Poroka je bila v Petrovi cerkvi v Rimu na veliko noč 972. Ozemeljski spor so rešili tako, da se je Oton umaknil iz Apulije in Kalabrije, Capua, Benevento in Salerno pa so prišli v Otonovo cesarstvo.

## Spet v Nemčiji (972-973)
Oton se je avgusta 972 z družino vrnil v Nemčijo. Ustavil se je na sinodi v Ingelheimu. Šele spomladi 973 je prišel na Saško. Cvetno nedeljo je praznoval v Magdeburgu. Praznovanje velike noči v Quedlinburgu je bila demonstracija njegove veličine. Po poročanju Thietmarja iz Merseburga so se ga udeležili številni pomembni možje Evrope, med njimi poljski kralj Mješko I., češkij vojvoda Boleslav, odposlanci iz Rusije, Bizanca, Beneveneta, Ogri, Bolgari, Danci. Odposlanci iz Anglije, muslimanske Španije in celo iz Afrike so prispeli pozneje istega leta. Nesporno je bil Oton tedaj najvplivnejši mož v Evropi.
Po slavju v Quedlingburgu je Oton odpotoval na svoj dvor v Memlebnu, v palačo, kjer je pred 37 leti umrl njegov oče. Med bivanjem tam je na hitro resno zbolel in 7. maja 973 tudi on tam umrl pri starosti 60 let.
8. maja 973 so nemški knezi brez zapletov potrdili Otonovega sina Otona II. za svojega novega vladarja. Oton II. je pripravil veličastne, trideset dni trajajoče pogrebne svečanosti. Otona so pokopali v magdeburški katedrali ob njegovi prvi ženi Eadgyth.

## Otonova osebnost
Otonovo osebnost je opisal saški zgodovinar, Otonov sodobnik Widukind von Corvey. Otona opisuje kot postavnega moža z zgodaj posivelimi, na kratko pristriženimi redkimi lasmi, dolgo valovito brado in gosto poraščenimi prsmi, z rožnatim obraza, s katerega so gledale živahne oči. Bil je bistrega duha, napore je prenašal vztrajno in z lahkoto, ni veliko spal. Oblačil se je po saški modi, govoril saški jezik, razumel je tudi francosko in slovansko. Latinsko se je naučil brati in razumeti šele po smrti prve žene. Sprostitev od naporov in skrbi vladanja je iskal v lovu, igrah na igralni deski in v viteških veščinah. Bil je globoko pobožen, prepričan, da božja volja spremlja in vodi njegova dejanja. Bil je dovzeten za tuje vplive, še zlasti sorodnikov. Znal se je ujeziti, a v osnovi je bil spravljiv, blag do skesanih nasprotnikov in predvsem nepodkupljivo pravičen.
Bil je hraber bojevnik, čeprav je kot vojskovodja nastopal le ob ključnih trenutkih, kot sta bili leta 955 bitki na Leškem polju in pri reki Recknitz. Kot državnik je znal izkoristiti slabosti nasprotnika in premišljeno a energično uporabiti svoje vire. Od vsega začetka je skrbel za krepitev svoje monarhične oblasti. Na trdnih temeljih, ki mu jih je zapustil oče, je zgradil tedaj najmočnejšo državo zahodnega sveta.

## Otonova družina
Oton je imel iz mladostnega časa nezakonskega sina, verjetno s slovansko materjo:
- Viljem (929-968), nadškof v Mainzu.

Poročen je bil dvakrat. Prvič z Eadgyth (910-946), hčerko angleškega kralja Edvarda I. Starejšega. Z njo je imel dva otroka:
- Liudolf (okrog 930-957), švabski vojvoda
- Liutgarda (932-953) ∞ lotaringijski vojvoda Konrad Rdeči.

Druga žena je bila Adelajda (931-999), hčerka burgundskega kralja Rudolfa II. Rodila mu je 4 otroke:
- Henrik (952)
- Bruno (953)
- Matilda (954-999), opatinja v Quedlingburgu
- Oton II. (955-983), nemški kralj in cesar Svetega rimskega cesarstva.